# Eudonia lacustrata
Eudonia lacustrata ist ein Schmetterling aus der Familie der Crambidae. Er ist in Europa weit verbreitet.

## Merkmale
Eudonia lacustrata erreicht eine Flügelspannweite bis 18 Millimeter. Die Vorderflügel sind hellgrau bis weißlich mit dunkler Zeichnung. Im Feld am äußeren Ende des Vorderflügels überwiegen die dunklen Bereiche. Die Hinterflügel sind cremeweiß mit einem etwas dunkleren Randbereich.

## Vorkommen
Das Verbreitungsgebiet dieser Art umfasst ganz Europa und Nordwestafrika und zieht sich über die Türkei, Syrien, Iran, Sibirien bis nach Westchina. Im Norden Europas fehlt die Art in Lappland. Sie steigt im Gebirge nicht über die Baumgrenze. Im Iran und Armenien wird die Art durch die Unterart Eudonia lacustrata persica vertreten. Sie lebt im Buschland, lichten Wäldern und in Gärten.

## Lebensweise
Die Falter fliegen von Mai bis Oktober, je nach Region, im Norden meist etwas später. Die oligophagen Raupen erscheinen dann ab September; sie überwintern auch und ernähren sich von Moosen. Nachgewiesene Futterpflanzen sind Widertonmoose (Polytrichum), Pottiaceae (Tortella), Hypnum (Schlafmoose) und Isothecium (Fam. Brachytheciaceae). Sie leben in einem Gespinst am Moos.

## Taxonomie
In älteren Arbeiten erscheint die Art unter dem Namen Scoparia crataegella. Dieser Name ist jedoch ungültig. An seine Stelle tritt der erste verfügbare und gültig eingeführte Name i. e. Eudonia lacustrata (Panzer, 1804). Häufig wird auch die Kombination Dipleurina lacustrata benutzt. Allerdings wird die Gattung Dipleurina in den neuesten Publikationen als Synonym der Gattung Eudonia betrachtet.
Die Art wird in zwei Unterarten unterteilt: die nominotypische Unterart Eudonia lacustrata lacustrata, die im größeren Teil des Verbreitungsgebietes vorkommt und Eudonia lacustrata persica Leraut, 1984, die im Iran und Armenien nachgewiesen ist.